# Pelkosenniemi
Pelkosenniemi – gmina w Finlandii, położona w północnej części kraju, należąca do regionu Laponia, podregionu  Itä-Lappi.

## Położenie
Centrum Pelkosenniemi leży na prawym brzegu Kemijoki, na południe od miejsca, w którym uchodzi do niej Kitinen. Na zachód od centrum gminy znajdują się bagna Kilpiaapa.

## Historia
Za początek Pelkosenniemi uważa się rok 1664, kiedy osadnik z Suur-Sodankylä, Paavali Pelkonen, osiedlił się nielegalnie na północ od wyznaczonej granicy. Pelkonen został wysiedlony na południe do Kemijärvi, jednak 1673 powrócił w rejon dzisiejszej gminy, tym razem już legalnie.
18–19 grudnia 1939 roku pod Pelkosenniemi rozegrała się bitwa pomiędzy armią radziecką a wojskami fińskimi w ramach sowieckiej ofensywy na początku wojny zimowej. Mimo początkowej przewagi radzieckiej, fińskim obrońcom udało się okrążyć wojska sowieckie i zmusić do ucieczki w 20-stopniowym mrozie. Straty po stronie fińskiej wyniosły 117 zabitych, 103 rannych i 50 zaginionych. Po stronie radzieckiej zginęło 200–400 żołnierzy, ponadto stracili 40 samochodów, 8 czołgów, 200 koni i znaczne ilości sprzętu oraz amunicji.
W 2014 podczas odchodów 350-lecia gminy odsłonięto pomnik Pelkonena.

## Transport
Przez gminę przebiega droga krajowa nr 5 z Lusi w gminie Heinola do Sodankylä.